# کابروبو
کابروبو (به پرتغالی: Cabrobó) یک منطقهٔ مسکونی در برزیل است که در پرنامبوکو واقع شده‌است. کابروبو ۱٬۶۵۷٫۷۰۶ کیلومتر مربع مساحت و ۳۴٬۵۰۳ نفر جمعیت دارد و ۳۲۵ متر بالاتر از سطح دریا واقع شده‌است.